# The Deluge (phim)

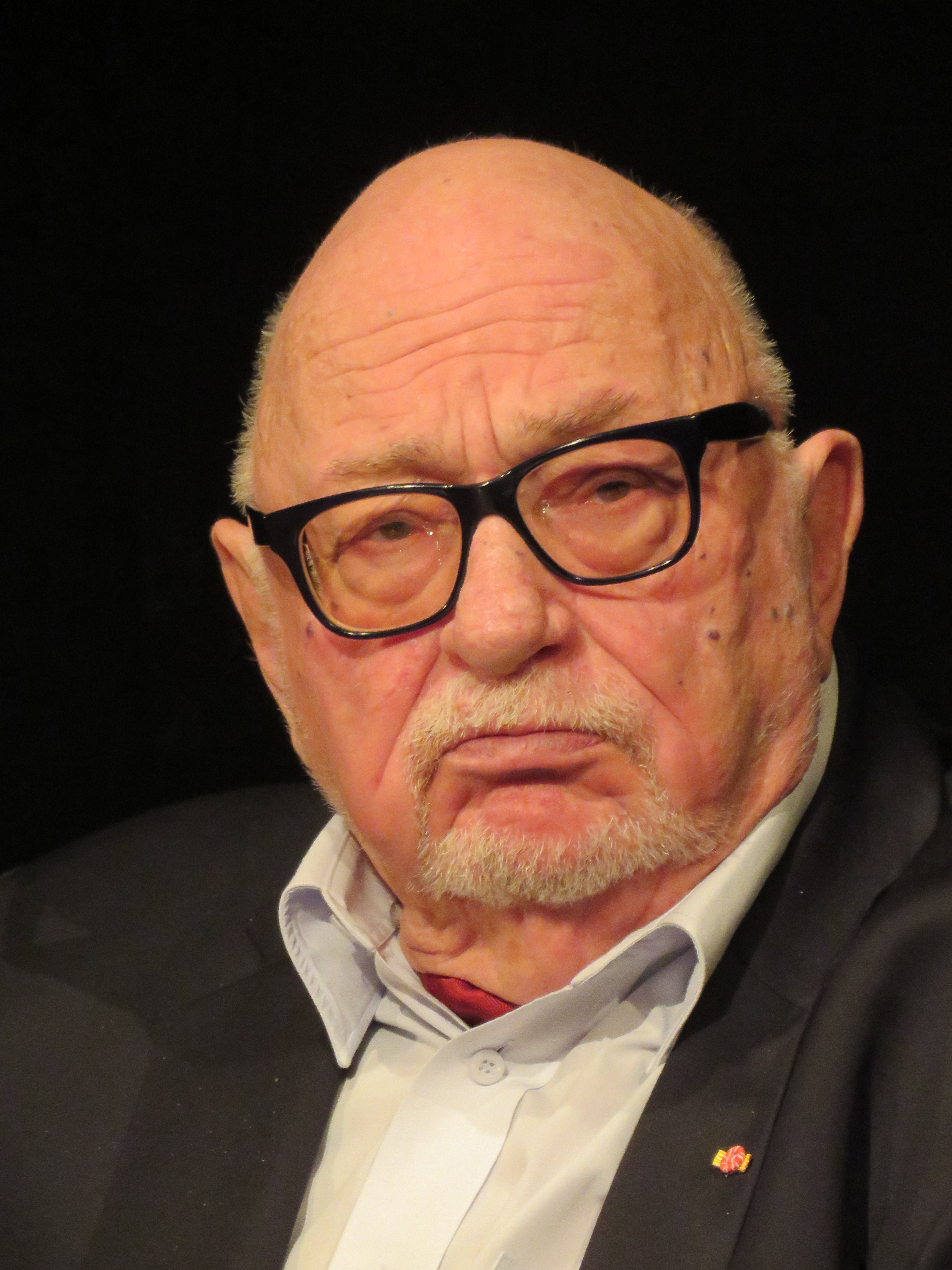
Đạo diễn Jerzy Hoffman (2016)

The Deluge (tiếng Ba Lan: Potop) là một phim chính kịch lịch sử của Ba Lan. Bộ phim được Jerzy Hoffman đạo diễn và được công chiếu vào năm 1974. Phim được chuyển thể từ tiểu thuyết Đại hồng thủy của Henryk Sienkiewicz ra mắt vào năm 1886. Bộ phim này đã được đề cử Giải Oscar cho Phim nói tiếng nước ngoài hay nhất tại Giải Oscar lần thứ 47, nhưng để thua phim Amarcord. Đây là bộ phim ăn khách thứ ba trong lịch sử điện ảnh Ba Lan với hơn 27,6 triệu vé được bán ra tại quê hương vào năm 1987. Ngoài ra, 30,5 triệu vé đã được tiêu thụ ở Liên Xô.

## Cốt truyện
Bối cảnh của phim là cuộc xâm lược của Thụy Điển vào Khối thịnh vượng chung Ba Lan-Litva trong những năm 1655 đến 1658, được gọi là Đại hồng thủy. Cuộc xâm lược này cuối cùng đã bị quân Ba Lan-Litva ngăn chặn. Tuy nhiên, một phần tư dân số Ba Lan-Litva đã chết vì chiến tranh và bệnh dịch. Nền kinh tế của đất nước cũng bị tàn phá.

## Phiên bản
Bộ phim gốc đã được khôi phục kỹ thuật số và chiếu trên truyền hình Ba Lan vào tháng 12 năm 2013. Để kỷ niệm 40 năm kể từ ngày bộ phim ra mắt, một phiên bản mới có tên Potop Redivivus đã được phát hành vào mùa thu năm 2014. Phiên bản này ngắn hơn hai tiếng so với bản gốc để dễ tiếp cận những người xem phim ngày nay hơn.

## Diễn viên
- Daniel Olbrychski trong vai Andrzej Kmicic
- Małgorzata Braunek trong vai Oleńka Billewiczówna
- Tadeusz Łomnicki trong vai Michał Wołodyjowski
- Kazimierz Wichniarz trong vai Jan Onufry Zagłoba
- Władysław Hańcza trong vai Janusz Radziwiłł
- Leszek Teleszyński trong vai Bogusław Radziwiłł
- Ryszard Filipski trong vai Soroka
- Wiesława Mazurkiewicz trong vai Dì Kulwiecówna
- Franciszek Pieczka trong vai Kiemlicz
- Bruno O'Ya trong vai Józwa Butrym
- Bogusz Bilewski trong vai Kulwiec-Hippocentaurus
- Andrzej Kozak trong vai Rekuć Leliwa
- Stanisław Łopatowski trong vai Ranicki
- Stanisław Michalski trong vai Jaromir Kokosiński
- Krzysztof Kowalewski trong vai Roch Kowalski
- Stanisław Jasiukiewicz trong vai Augustyn Kordecki
- Wiesław Gołas trong vai Stefan Czarniecki
- Piotr Pawłowski trong vai John II Casimir của Ba Lan
- Leon Niemczyk trong vai Charles X Gustav của Thụy Điển
- Arkadiusz Bazak trong vai Kuklinowski
- Ferdynand Matysik trong vai Zamoyski